# Drymodes
Genre
Synonymes
- Hylodes G.R. Gray, 1841[2]
- Drymoedus Sundevall, 1872[2]
- Drymos Giebel, 1874[2]
- Drymaoedus Salvadori, 1878[2]
- Drymodina Iredale, 1956[2]

Drymodes est un genre de passereaux de la famille des Petroicidae. Il comprend trois espèces de drymodes.

## Répartition
Ce genre se trouve à l'état naturel en Nouvelle-Guinéeet en Australie,.

## Liste des espèces
Selon la classification de référence du Congrès ornithologique international (version 8.2, 2018) :
- Drymodes beccarii Salvadori, 1876 — Drymode papou
  - Drymodes beccarii beccarii Salvadori, 1876
  - Drymodes beccarii nigriceps Rand, 1940
- Drymodes superciliaris Gould, 1850 — Drymode bridé
- Drymodes brunneopygia Gould, 1841 — Drymode à croupion brun, Oiseau-haie sombre